# Navoi
Navoi este un oraș situat în partea de est a Uzbekistanului. Este reședința regiunii Navoi.

## Istoric
Inițial denumit Kermine (Karmana) în timpul Emiratului Buharei, orașul a fost refondat în 1958 sub numele actual care provine de la Alișer Navoi, poet și om de stat uzbec, care a scris în persană și chagatai la curtea emirului Husayn Bayqarah de la Herat.